# Mustapha Zaidi
Mustapha Zaidi (en arabe : مصطفى زايدي) est un footballeur algérien né le 20 mai 1985 à Relizane. Il évolue au poste de gardien de but au RC Relizane.

## Biographie
Il évolue en première division algérienne avec les clubs du MO Béjaïa et du RC Relizane. I dispute actuellement 53 matchs en Ligue 1. 